# Sunil Gupta
Pour les articles homonymes, voir Gupta.
Sunil Gupta, né en 1953 à New Delhi, est un photographe canadien dont l'œuvre est centrée sur les cultures et les questions LGBT.

## Biographie
La famille de Sunil Gupta émigre à Montréal en 1969. Il étudie au Collège Dawson, puis décroche un bachelor de commerce à l'université Concordia (1972-1977). En 1976, il étudie la photographie à The New School for Social Research (en) de New York. En 1978-1979, il part pour le Royaume-Uni et sort diplômé du Surrey Institute of Art & Design, University College (en). En 1983, il obtient un mastère au Royal College of Art de Londres.
Dès le début des années 1970, il rejoint un mouvement de libération gay à Montréal et commence à livrer des photographies à différents périodiques engagés. En 1976, il produit un reportage remarqué sur la Pride de Christopher Street. 
En 1986, avec Reflections of the Black Experience, il produit une série de portraits qui questionne la question ethnique en relation avec l'expérience homosexuelle. Alors qu'il commence à se faire un nom à Londres, Magazine, en juin 1986, une revue underground destinée à la communauté gay, est la première à évoquer son travail auprès du public français. 
En 1988, il cofonde à Londres l'Association of Black Photographers (devenue Autograph ABP).
À partir de 2003, il commence à publier des ouvrages photographiques regroupant ses images.
En novembre 2005, le musée des beaux-arts du Canada propose l'expososition Ankosé – Tout est relié – Everything is connected.
En 2007, les Rencontres de la photographie d'Arles lui consacre une exposition, Amour et lumière.
En 2020, il est nommé fellowship (FRPS) de la Royal Photographic Society de Bristol.
Son travail est entre autres conservé à la Tate Modern de Londres.

## Œuvre

### Ouvrages publiés
- An Economy of Signs: contemporary Indian photographs, Londres, Rivers Oram / Arts Council England, 1990.
- Ecstatic Antibodies: resisting the AIDS mythology, avec Tessa Boffin, Londres, Rivers Oram / Arts Council England, 1990,  (ISBN 9781854890054).
- Disrupted Borders: an intervention in definitions of boundaries, Londres, Arts Council England / Rivers Oram, 1993.
- Pictures From Here, 2003.
- Wish you Were Here: Memories of a gay life, New Delhi, Yoda, 2008,  (ISBN 9788190666800).
- Queer, Prestel, 2011,  (ISBN 9783791350998).
- Delhi: Communities of Belonging, avec Charan Singh, New Press, 2016,  (ISBN 9781620972656).
- Christopher Street 1976, Londres, Stanley/Barker, 2018,  (ISBN 9781916410688).
- Lovers: Ten Years On, Londres, Stanley/Barker, 2020,  (ISBN 9781913288129).
- London '82, Londres, Stanley/Barker, 2021,  (ISBN 9781913288310).
- Tate Photography : Sunil Gupta, Londres, Tate Modern, 2025,  (ISBN 9781849769556).